# 第22師団 (日本軍)
第22師団（だいにじゅうにしだん）は、大日本帝国陸軍の師団のひとつ。

## 沿革
第22師団は、日中戦争勃発後の1938年（昭和13年）4月4日に、占領地の警備や治安維持を目的として、第15・第17・第21・第23師団と共に編成された歩兵3個連隊制師団である。編成は留守第14師団、補充は留守第2師団が担当した。
編成完結後中国大陸に派遣され中支那派遣軍隷下で武漢作戦に参戦し、その後第13軍隷下に移る。第13軍の下では杭州の警備に当り、中国の第3戦区軍を相手に1940年（昭和15年）に江南作戦、1941年（昭和16年）3月に太湖西方作戦や、浙東・皖浙で歴戦する。1942年（昭和17年）5月の浙贛作戦では衢県・広豊・広信を占領する。1943年（昭和18年）に金華を占領し同地の警備に移る。
1944年（昭和19年）2月に第23軍隷下に転属することが決まり香港に向かうが、移動中に歩兵第86連隊等を乗せた輸送船が米軍の攻撃により撃沈される。香港に移った師団は大陸打通作戦の一環である湘桂作戦に従事する。
1945年（昭和20年）から仏印に転用され明号作戦つづいてビルマ戦線に投入される。師団はタイのバンコクで終戦を迎える。師団の将兵には終戦後にベトミン軍に参加し対仏独立戦争で戦った者が多くいる。

## 師団概要

### 歴代師団長
- 土橋一次 中将：1938年（昭和13年）7月15日 - 1941年（昭和16年）3月1日
- 太田勝海 中将：1941年（昭和16年）3月1日 - 1942年（昭和17年）3月2日
- 大城戸三治 中将：1942年（昭和17年）3月2日 - 1942年（昭和17年）11月9日
- 磯田三郎 中将：1942年（昭和17年）11月10日 - 1944年（昭和19年）1月7日
- 平田正判 中将：1944年（昭和19年）1月7日 - 終戦

### 参謀長
- 馬場英夫 歩兵中佐：1938年（昭和13年）7月15日 - 1940年（昭和15年）3月9日
- 山脇正男 砲兵大佐：1940年（昭和15年）3月9日 - 1943年（昭和18年）1月18日
- 宮本清一 大佐：1943年（昭和18年）1月18日 - 1944年（昭和19年）12月11日[1]
- 堀田吉明 大佐：1944年（昭和19年）12月11日 - 終戦[2]

### 兵器部長
- 倉橋尚 歩兵大佐：1939年（昭和14年）8月1日 - 1940年（昭和15年）3月9日[3]
- 羽佐田良吉 大佐：1940年（昭和15年）3月9日 - 1942年（昭和17年）3月8日
- 戸倉吉良 中佐：1942年（昭和17年）3月8日 -

### 経理部長
- 中木村国蔵 主計大佐：1938年（昭和13年）7月15日 - 1940年（昭和15年）8月1日
- 沢本四郎 主計大佐：1940年（昭和15年）8月1日 - 1941年（昭和16年）12月29日
- 三好采女 主計大佐：1941年（昭和16年）12月29日 - 1943年（昭和18年）3月20日
- 木村義夫 主計中佐：1943年（昭和18年）3月20日 - 終戦

### 軍医部長
- 井上文夫 軍医大佐：1938年（昭和13年）7月15日 - 1940年（昭和15年）2月2日
- 今津綱幹 軍医中佐：1940年（昭和15年）2月2日 - 1941年（昭和16年）7月2日
- 石川元雄 軍医中佐：1941年（昭和16年）7月2日 - 1942年（昭和17年）8月1日
- 竹内又佐 軍医大佐：1942年（昭和17年）8月1日 - 1942年（昭和17年）9月19日
- 山田兵三 軍医大佐：1942年（昭和17年）9月19日 - 1945年（昭和20年）2月19日
- 馬淵信一 軍医中佐：1945年（昭和20年）2月19日 - 終戦

### 獣医部長
- 金井伊勢男 獣医中佐：1940年（昭和15年）3月9日 - 1942年（昭和17年）7月17日
- 広瀬七郎 獣医中佐：1942年（昭和17年）7月17日 - 1945年（昭和20年）6月23日
- 河野弼 獣医少佐：1945年（昭和20年）6月23日 - 終戦

## 最終編制
- 師団司令部
- 第22歩兵団
  - 第22歩兵団司令部
  - 歩兵第84連隊
  - 歩兵第85連隊
  - 歩兵第86連隊
- 山砲兵第52連隊
- 工兵第22連隊
- 輜重兵第22連隊
- 騎兵第22大隊
- 第22師団衛生隊
- 第22師団通信隊
- 第22師団兵器勤務隊
- 第22師団第1野戦病院
- 第22師団第2野戦病院
- 第22師団病馬廠

師団には始め師団捜索隊が配備されていたが、昭和14年3月を以って騎兵第22大隊に改組され、上田巌中佐が大隊長に就任する。昭和18年11月24日を以って第22歩兵団は復員し各歩兵連隊は師団直轄となる。